# Флерсхајм-Далсхајм
Флерсхајм-Далсхајм (њем. Flörsheim-Dalsheim) општина је у њемачкој савезној држави Рајна-Палатинат. Једно је од 69 општинских средишта округа Алцеј-Вормс. Према процјени из 2010. у општини је живјело 3.098 становника. Посједује регионалну шифру (AGS) 7331023.

## Географски и демографски подаци
Флерсхајм-Далсхајм се налази у савезној држави Рајна-Палатинат у округу Алцеј-Вормс. Општина се налази на надморској висини од 152 метра. Површина општине износи 12,7 km². У самом мјесту је, према процјени из 2010. године, живјело 3.098 становника. Просјечна густина становништва износи 244 становника/km².